# 南河一
南河一（小犬座2）是一颗位于小犬座的恒星，视星等为+4.99等，为南河星官的第一颗星。